# Jutovník

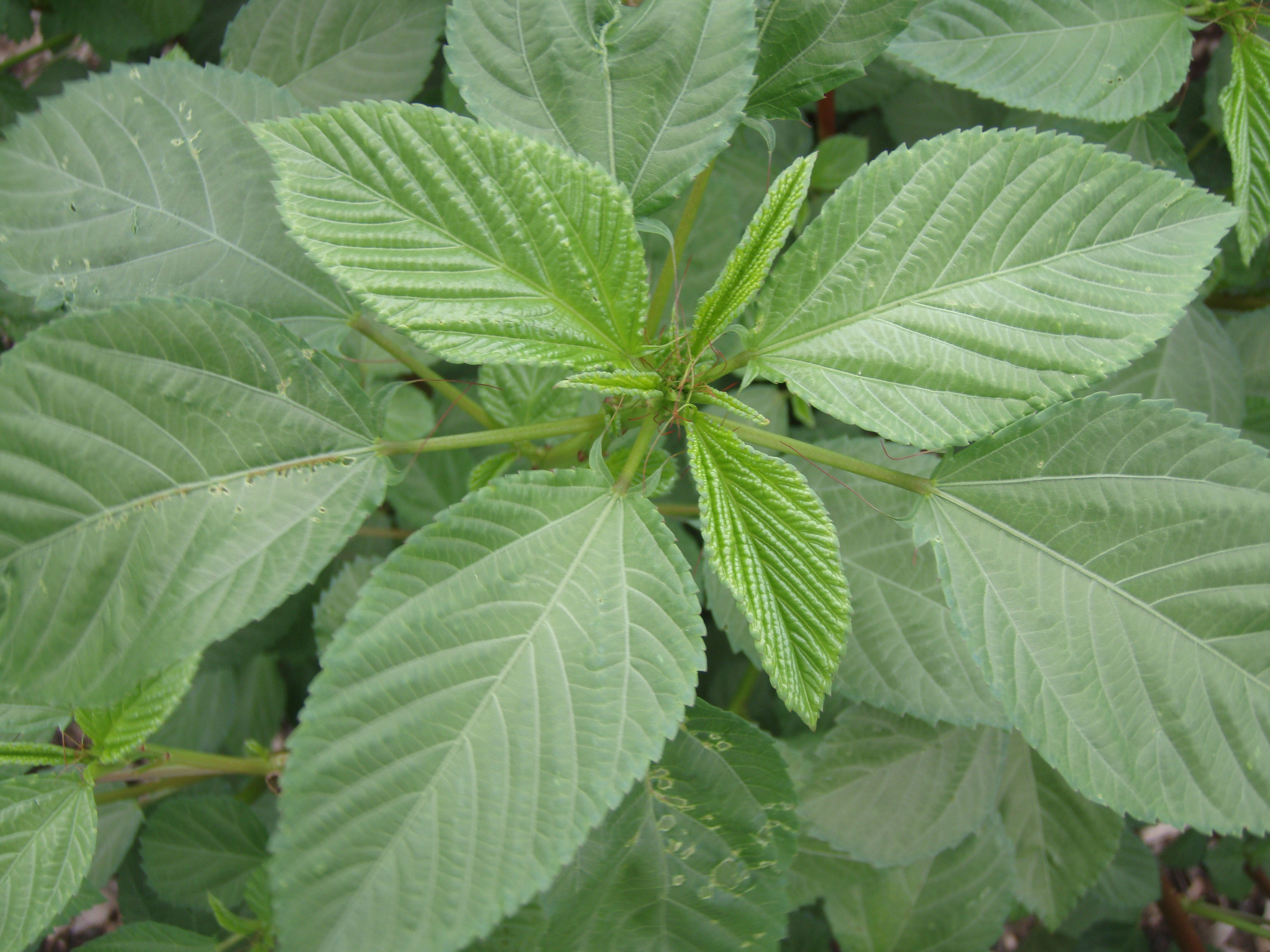
Listy jutovníku

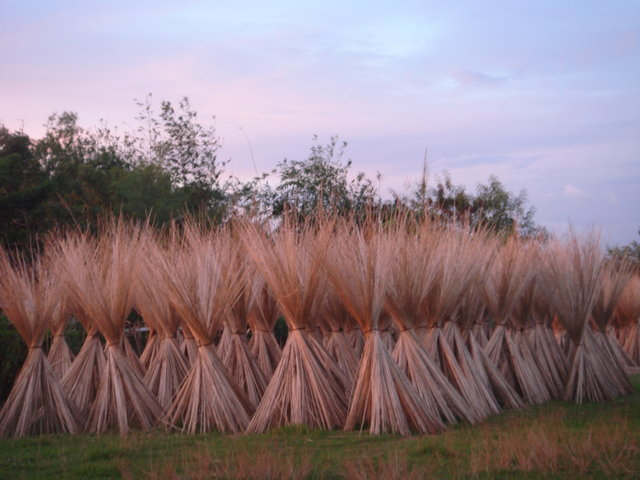
Sklizeň rostlin jutovníku

Jutovník (Corchorus) je jednoletá rostlina z čeledi slézovitých (Malvaceae), ve starších taxonomických systémech byl tento rod zařazen do čeledi lipovitých (Tiliaceae).

## Rozšíření
Teplomilná rostlina vyžadující vlhké tropické klima. Je rozšířen především v tropickém pásu Jižní a Jihovýchodní Asie, nejvíce v Indii, Bangladéši, Číně, Thajsku, Myanmaru, Vietnamu, Indonésii, v Africe i Austrálii. V Evropě roste jen sbírkově.

## Popis
Jutovníky jsou byliny s vláknitým stonkem vysokým 2 až 4 metry, obvykle jsou nerozvětvené nebo jen s několika málo postranními lodyhami. Jasně zelené listy jsou jednoduché, kopinaté, řapíkaté, 5 až 15 cm dlouhé, s jemným zoubkovaným nebo lalokovitým okrajem. Malé oboupohlavní květy se žlutým okvětím jsou přisedlé nebo na stopkách a jsou uspořádány do úžlabních nebo vrcholových květenství. Květ mívá 4 až 5 kališních i okvětních lístků a 2 až 10 synkarpních vícepouzdrých pestíků. Plodem je vlasatý nebo holý pukající míšek válcovitého nebo kulovitého tvaru s mnoha malými semeny oblých tvarů, barvy převážně černé.

## Využití
Využití jutovníku je dvojí, jednak průmyslové a jednak kulinářské.

### Textilní průmysl
Je to tzv. přadná rostlina, která má ve stonku svazky textilně využitelných vláken již za 120 dnů od vyklíčení. Z těch se po zpracování (namáčení, tření, spřádání) získává hrubé textilní vlákno, které není nijak obzvlášť pevné, ale je laciné. Vlákno se používá pro výrobu pytloviny, motouzů, lan a pro základovou osnovu při tkaní koberců. Jutová vlákna se také spřádají společně s jinou přízi pro výrobu dekoračních textilií nebo nábytkářských tkanin. Pro svou hrubost se jutové tkaniny jen výjimečně používají na ošacení. Nebarvené vlákno je šedé až nažloutlé. Jutovník lze také využívat k výrobě balicích papírů.
Z objemu celosvětové produkce rostlinných vláken jsou jutová hned na druhém místě za bavlněnými. Pro produkční oblasti, většinou monokulturně založené, má odbyt jutových vláken, polotovarů i výrobků vysoký socioekonomický význam.

### Potravinářství
Jutovník je rostlinou poskytují od pradávna výživu širokým masám obyvatel. Za vlády faraonů byl jednou z hlavních potravin. Pod arabským názvem (malukhiyah, molochéjja) jsou mladé listy využívány hlavně pro přípravu zeleninových salátů a jako přílohy k dušenému i mletému skopovému a kuřecímu masu i pro přípravu zeleninových polévek. Kromě Egypta, kde je to téměř národní jídlo, se často konzumuje na celém Blízkém východě, v Indii, Japonsku, Číně a Severní Africe.
Semena jutovníku se používají jako koření a ze sušených listů se vaří čaj. Celá rostlina obsahují beta karoten, tokoferol, vitamín C, železo, vápník a antioxidanty.

## Taxonomie
Jutovník je velice proměnlivá rostlina, vyskytuje se v mnoha druzích, jeho taxonomické třídění není ustáleno. Pro zvýšení výtěžnosti jsou na plantážích často pěstované různé hybridy. Zde je jeden z možných seznamů druhů rodu jutovník .
Nejrozšířenějšími druhy pěstovanými pro průmyslové i potravinářské účely nebo jako ozdoba tropických a subtropických zahrad jsou:
- jutovník huňatý (Corchorus hirtus)
- jutovník ježatý (Corchorus hirsutus)
- jutovník tobolkatý (Corchorus capsularis)
- jutovník trojoký (Corchorus trilocularis)
- jutovník zeleninový (Corchorus olitorius), syn. jutovník olivovitý
- jutovník žhnoucí (Corchorus aestuans)